# HD 223807
HD 223807，又名BD-09 6277，SAO 146953、HR 9040，是一颗恒星，视星等为5.75，位于銀經82.82，銀緯-67.19，其B1900.0坐标为赤經23h 47m 41.8s，赤緯-9° -67.19′ 9″。